# Mount Cronus
Mount Cronus ist ein markanter, kegelförmiger und 900 m hoher Berg im ostantarktischen Enderbyland. Er ragt 13 km südlich der Amundsenbucht und 15 km westsüdwestlich des Reference Peak auf.
Gesichtet wurde der Berg erstmals im Oktober 1956 von einer Mannschaft der Australian National Antarctic Research Expeditions. Diese benannte ihn in englischer Schreibweise nach Kronos, Vater des Zeus aus der griechischen Mythologie.